# Sonja Keller
Sonja Keller (* 1984) ist eine Schweizer evangelische Theologin.

## Leben
Sonja Keller studierte von 2002 bis 2005 Philosophie, neuere deutsche Literaturwissenschaft und systematische Theologie in Basel und von 2005 bis 2009 evangelische Theologie in Basel und Berlin. Nach dem Vikariat in der reformierten Kirchgemeinde Wettingen-Neuenhof bei Lutz Fischer-Lamprecht (2010–2011), der Ordination 2011 zur Pfarrerin und der Promotion 2014 an der Universität Zürich war sie von 2016 bis 2020 Juniorprofessorin für Praktische Theologie an der Universität Hamburg. Seit Oktober 2020 ist sie Professorin für Praktische Theologie an der Augustana-Hochschule. Seit September 2024 ist Keller Rektorin der Augustana-Hochschule.
Ihre Forschungsschwerpunkte sind Homiletik, Kirchentheorie, Kirchengebäude, Religion, materielle Kultur und empirische Religionsforschung.

## Schriften (Auswahl)
- Sarah Fessel: Fun im öffentlichen Raum. Passagen-Verlag, Wien 2009, ISBN 978-3-85165-859-0.
- Kirchengebäude in urbanen Gebieten. Wahrnehmung – Deutung – Umnutzung in praktisch-theologischer Perspektive. Berlin 2016, ISBN 3-11-045161-1.
- als Herausgeberin mit Frank Martin Brunn: Raum. Kirche. Öffentlichkeit. Dynamiken aktueller Präsenz. Leipzig 2019, ISBN 3-374-05848-5.
- als Herausgeberin mit Frank Martin Brunn: Teilhabe und Zusammenhalt. Potentiale von Religion im öffentlichen Raum. Leipzig 2020, ISBN 3-374-06627-5.